# Zlatá horečka

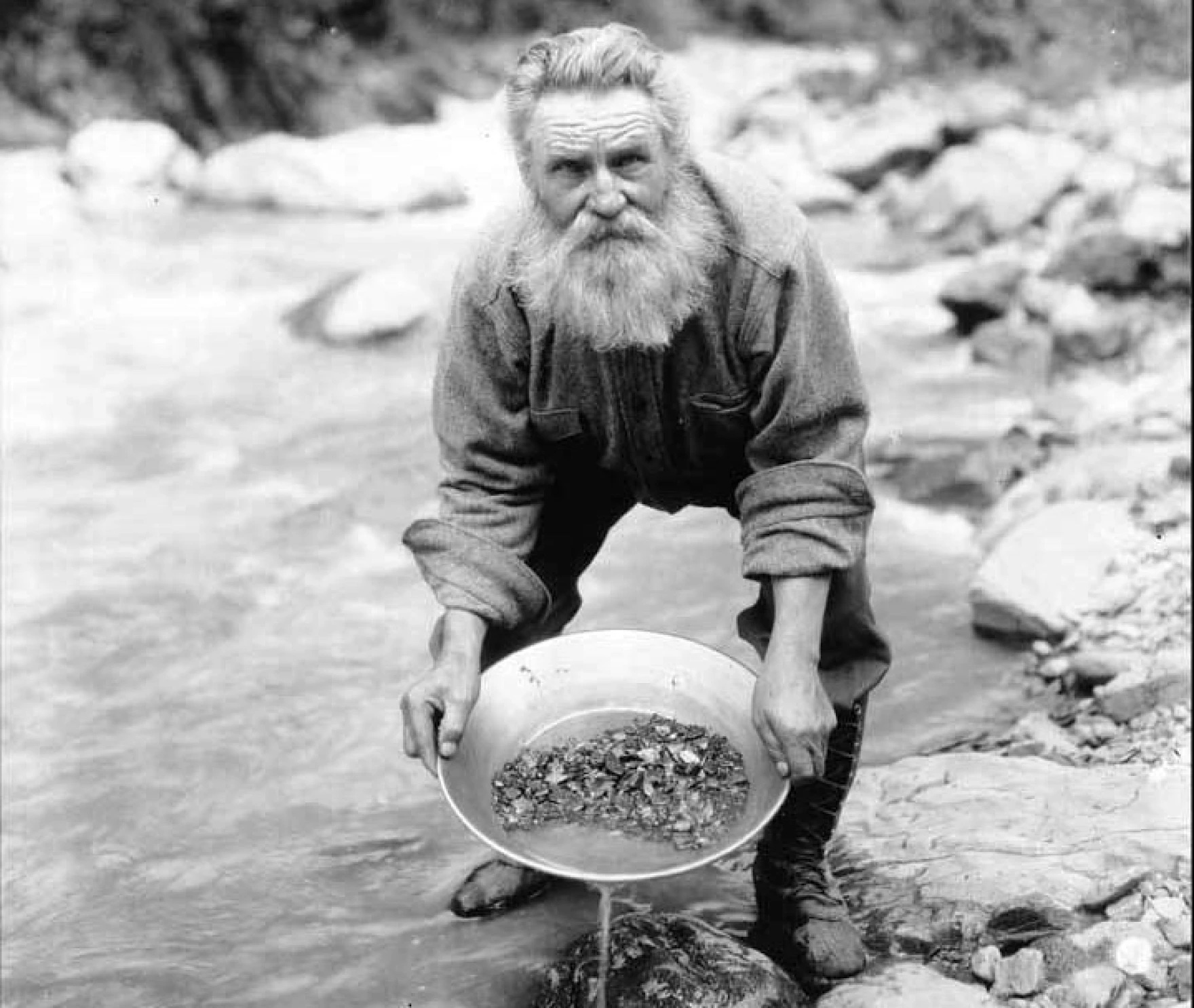
Rýžování zlata

Zlatá horečka je termín užívaný pro hromadný přesun prospektorů (zlatokopů) do míst objevu zlata (či obecně jiné drahé komodity) a další průvodní jevy davu omámeného vidinou snadného zbohatnutí. Obvykle však přinese bohatství jen několika šťastlivcům, navíc ani ne nutně samotným prospektorům. Těžařské horečky probíhaly v celé historii lidstva, masové rozměry však získávaly díky zvýšenému zalidnění a s rozvojem telekomunikací pro šíření informace o nálezu ložiska. Tzv. zlaté horečky nejsou omezeny ani zeměpisně, ani časově (byly například v Austrálii: zlatá horečka ve Victorii v padesátých a šedesátých letech 19. století). Už od dávných dob k nim docházelo v souvislosti s nálezy ložisek mědi, cínu, zlata, stříbra či smaragdů nebo diamantů a dochází k nim stále. Ať už jde o zlato nebo například o nálezy ropy v kerogenových píscích v kanadských permafrostech, či břidličného plynu.
Nejznámější zlaté horečky proběhly v Americe, převážně v 19. století:
- 1803 – zlatá horečka v Severní Karolíně
- 1848 – Zlatá horečka v Kalifornii
- 1861 – Sobí zlatá horečka v kanadské provincii Britská Kolumbie
- 1874 – Zlatá horečka v Black Hills
- 1896 – Zlatá horečka na řece Klondike – nejrozsáhlejší v dějinách

Zvláště zlatá horečka na Klondiku byla námětem pro mnoho autorů. Věnoval se jí v mnoha povídkách a románech Jack London, stala se i předlohou pro Chaplinův film Zlaté opojení.